# Leo Canjels
Leonardus Josephus Adrianus (Leo) Canjels (Princenhage, 1 april 1933 – Breda, 26 mei 2010) was een Nederlands voetballer en voetbalcoach. Hij speelde bijna zijn hele carrière (13 seizoenen) voor NAC. Hij kreeg al gauw de bijnaam het Kanon vanwege zijn harde schoten. Hij werd twee keer topschutter van de Eredivisie. Hij werd na zijn voetballoopbaan trainer van onder meer Club Brugge, Cercle Brugge en NAC Breda. Hij kwam drie keer uit voor het Nederlands voetbalelftal.

## Carrière

### Speler
Leo Canjels begon op jonge leeftijd te voetballen bij Groen Wit en later bij SAB. In 1949 vroeg hij overschrijving aan naar NAC waar hij zich ontpopte tot een echte goalgetter.
Canjels maakte zijn debuut voor NAC op 25 februari 1951 in de thuiswedstrijd tegen RBC. In zijn tweede duel, op 4 maart 1951  thuis tegen Sparta, scoorde hij zijn allereerste treffer van een lange reeks voor NAC.
Hij was een klassieke midvoor, maar wist ook het spel goed te verdelen. Met z'n harde schot scoorde hij vaak en in 1958 werd hij met 32 doelpunten in 28 wedstrijden topscorer van de Eredivisie. Een jaar later volgde hij zichzelf met 34 doelpunten uit 30 wedstrijden op als topschutter.
Het leverde hem ook zijn eerste interland op, nadat hij in september 1955 al eens was geselecteerd voor het Nederlands Elftal. Op 13 mei 1959 speelde hij de tweede keer voor Oranje. Nederland verloor de wedstrijd met 3–2 van Bulgarije, maar Canjels scoorde wel tweemaal. Uiteindelijk zou hij drie keer voor de nationale ploeg uitkomen.
Tussen 1959 en 1961 kwam Canjels door een slepende knieblessure veel minder aan spelen toe. Hij moest twee operaties ondergaan. In het seizoen 1961/62 kon hij na twee kwakkeljaren bijna weer een gehele competitie voltooien. Hij toonde aan het scoren nog niet verleerd te zijn. In 1963 stopte hij met voetballen nadat hij op 7 april een enkelband scheurde. Twee jaar later degradeerde NAC voor het eerst naar de Eerste divisie. 
Hij werd in de zomer van 1963 trainer bij Dongen. Tijdens dat 'rustjaar' als trainer herstelde hij van zijn blessures. Hij besloot in augustus 1964 zijn voetbalschoenen weer aan te trekken voor Baronie. Half oktober 1964 ging het toch weer mis met zijn knie. Na twee nieuwe operaties moest hij zijn actieve loopbaan definitief beëindigen.

## Carrièrestatistieken
| Seizoen         | Club            | Land            | Competitie                   | Competitie | Competitie | Beker | Beker | Internationaal | Internationaal | Overig | Overig | Totaal | Totaal |
| Seizoen         | Club            | Land            | Competitie                   | Wed.       | Dlp.       | Wed.  | Dlp.  | Wed.           | Dlp.           | Wed.   | Dlp.   | Wed.   | Dlp.   |
| --------------- | --------------- | --------------- | ---------------------------- | ---------- | ---------- | ----- | ----- | -------------- | -------------- | ------ | ------ | ------ | ------ |
| 1950/51         | NAC             | Nederland       | Eerste klasse D              | 8          | 1          | –     | 0     | 0              | 0              | 0      | 0      | 8      | 1      |
| 1951/52         | NAC             | Nederland       | Eerste klasse C              | 17         | 7          | –     | 0     | 0              | 0              | 0      | 0      | 17     | 7      |
| 1952/53         | NAC             | Nederland       | Eerste klasse D              | 25         | 12         | –     | 0     | 0              | 0              | 0      | 0      | 25     | 12     |
| 1953/54         | NAC             | Nederland       | Eerste klasse C              | 24         | 19         | –     | 0     | 0              | 0              | 0      | 0      | 24     | 19     |
| 1954/55         | NAC             | Nederland       | Eerste klasse C (Afgebroken) | 9          | 12         | –     | –     | 0              | 0              | 0      | 0      | 9      | 12     |
| 1954/55         | NAC             | Nederland       | Eerste klasse A              | 13         | 13         | –     | –     | 0              | 0              | –      | 3      | 13     | 16     |
| 1955/56         | NAC             | Nederland       | Hoofdklasse A                | 32         | 22         | –     | –     | 0              | 0              | 7      | 6      | 39     | 28     |
| 1956/57         | NAC             | Nederland       | Eredivisie                   | 32         | 18         | –     | 5     | 0              | 0              | 0      | 0      | 32     | 23     |
| 1957/58         | NAC             | Nederland       | Eredivisie                   | 28         | 32         | –     | 3     | 0              | 0              | 0      | 0      | 28     | 35     |
| 1958/59         | NAC             | Nederland       | Eredivisie                   | 30         | 34         | –     | 6     | 0              | 0              | 0      | 0      | 30     | 40     |
| 1959/60         | NAC             | Nederland       | Eredivisie                   | 9          | 8          | –     | –     | 0              | 0              | 0      | 0      | 9      | 8      |
| 1960/61         | NAC             | Nederland       | Eredivisie                   | 5          | 5          | –     | 7     | 0              | 0              | 0      | 0      | 5      | 12     |
| 1961/62         | NAC             | Nederland       | Eredivisie                   | 28         | 13         | –     | 2     | 0              | 0              | 0      | 0      | 28     | 15     |
| 1962/63         | NAC             | Nederland       | Eredivisie                   | 13         | 5          | –     | 0     | 0              | 0              | 0      | 0      | 13     | 5      |
| 1964/65         | Baronie         | Nederland       | Tweede divisie B             | 7          | 2          | –     | 0     | 0              | 0              | 0      | 0      | 7      | 2      |
| Carrière totaal | Carrière totaal | Carrière totaal | Carrière totaal              | 280        | 203        | –     | 23    | 0              | 0              | 0      | 9      | –      | 235    |

### Trainer
Canjels ging eerst aan de slag als onderwijzer in de voetbalschool in Zeist en dan als coach bij Dongen en Internos. In 1966 keerde hij terug naar NAC, waar hij hulptrainer werd. 
De Bredase club verkeerde in april 1968 in acuut degradatiegevaar en ontsloeg trainer Bob Janse. Canjels werd doorgeschoven als hoofdtrainer en hij wist NAC in de resterende zes duels voor de Eredivisie te behouden. De oud-speler bleef daarna nog drie seizoenen aan als hoofdcoach tot 1971.
Op het einde van het seizoen 1970/71 haalde Club Brugge de Nederlander naar België. Hij bracht Nico Rijnders mee. Rijnders speelde tot 1968 voor NAC en maakte tot 1971 deel uit van het elftal van Ajax. In Brugge had Canjels aanvankelijk veel pech. In zijn eerste seizoen eindigde hij met evenveel punten als RSC Anderlecht, maar Anderlecht werd kampioen omdat het één wedstrijd meer had gewonnen.
Een seizoen later kwamen er heel wat nieuwkomers, onder wie Georges Leekens en Ruud Geels. Club Brugge slaagde er dan toch in om kampioen te spelen. Maar Canjels had geen goede relatie met het bestuur van Club. Nadat hij kritiek uitte op het bestuur mocht hij meteen vertrekken.
Canjels tekende een contract bij MVV. Daarmee eindigde hij als 7e, 10e en twee seizoenen achter elkaar als 11e in de Nederlandse Eredivisie. In 1975 verliet hij MVV en werd coach van Patro Eisden en twee seizoenen later van Beringen FC. In 1979 keerde hij terug naar Brugge, waar hij ditmaal trainer werd van Cercle Brugge, de grote stadsrivaal van Club Brugge. Hij slaagde er in 1982 in om net niet met Cercle te degraderen. Maar het bestuur had ondertussen het vertrouwen verloren en dus vertrok Canjels opnieuw.
Bij KV Mechelen was ondertussen Fons Bastijns manager geworden. Bastijns speelde in de jaren 70 onder Canjels bij Club Brugge. Het was dan ook Bastijns die zijn ex-trainer naar Mechelen haalde. Met de aanwezigheid van spelers zoals Theo Custers, Raymond Jaspers en Jos Volders werd KV Mechelen een echte subtopper die enkele jaren later onder coach Aad de Mos zou uitgroeien tot een Europese topclub.
In 1985 ruilde de Nederlander KV Mechelen in voor Eendracht Aalst. In 1987 keerde hij terug naar Patro Eisden en 1989 werd hij gedurende één seizoen coach van Boom FC. Nadien trainde hij drie jaar KVV Overpelt-Fabriek alvorens een punt te zetten achter zijn trainerscarrière.

## Interlands
| Datum       | Wedstrijd             | Uitslag | Soort wedstrijd   | Doelpuntenmakers                                                                              |
| ----------- | --------------------- | ------- | ----------------- | --------------------------------------------------------------------------------------------- |
| 10 mei 1959 | Turkije – Nederland   | 0–0     | Vriendschappelijk | n.v.t.                                                                                        |
| 13 mei 1959 | Bulgarije – Nederland | 3–2     | Vriendschappelijk | 0–1: Canjels '12; 1–1: Kolev '39(p); 2–1: A. Wassilev '41; 2–2: Canjels '66; 3–2: Sokolov '67 |
| 27 mei 1959 | Nederland – Schotland | 1–2     | Vriendschappelijk | 1–0: v.d. Gijp '18; 1–1: Collins '59; 1–2: Leggat '65                                         |

## Erelijst
NAC
| Individueel          |    |                            |
| Eredivisie topscorer | 2x | 1957/58 (32), 1958/59 (34) |

## Over Leo Canjels
- Rinie Maas, Gouwe gaste, goei volluk, hfdst. 8, 'De meesterlijke Leo Canjels van N.A.C.', p. 36-37, Zundert, 2002